# Dafnis (måne)
Dafnis er en af planeten Saturns måner: Den kaldes også Saturn XXXV, og før den fik sit nuværende navn, havde den den midlertidige betegnelse S/2005 S 1.
Dafnis blev opdaget den 6. maj 2005 ved hjælp af billeder fra rumsonden Cassini: Den lille måne, blot 6-8 kilometer i diameter, følger en omløbsbane i det smalle Keeler-gab i Saturns vidtstrakte system af planetringe, og herfra påvirker dens svage tyngdefelt partiklerne i ringene på hver side af gabet, og skaber nogle "bølger" langs kanterne af de ringe der grænser op til gabet. Disse bølger blev opdaget før selve månen blev opdaget, og var en væsentlig ledetråd i jagten på Dafnis selv.